# 黑鳍鳈
黑鳍鳈（学名：Sarcocheilichthys nigripinnis）为輻鰭魚綱鯉形目鲤科鳈属的鱼类，俗名花腰、火烧鱼。分布于俄羅斯聯邦、中国平原地区各主要河流、海南岛和台湾等。该物种的模式产地在上海。體長可達12.5公分。

## 扩展阅读
維基物種上的相關：黑鳍鳈